# Lampenstube

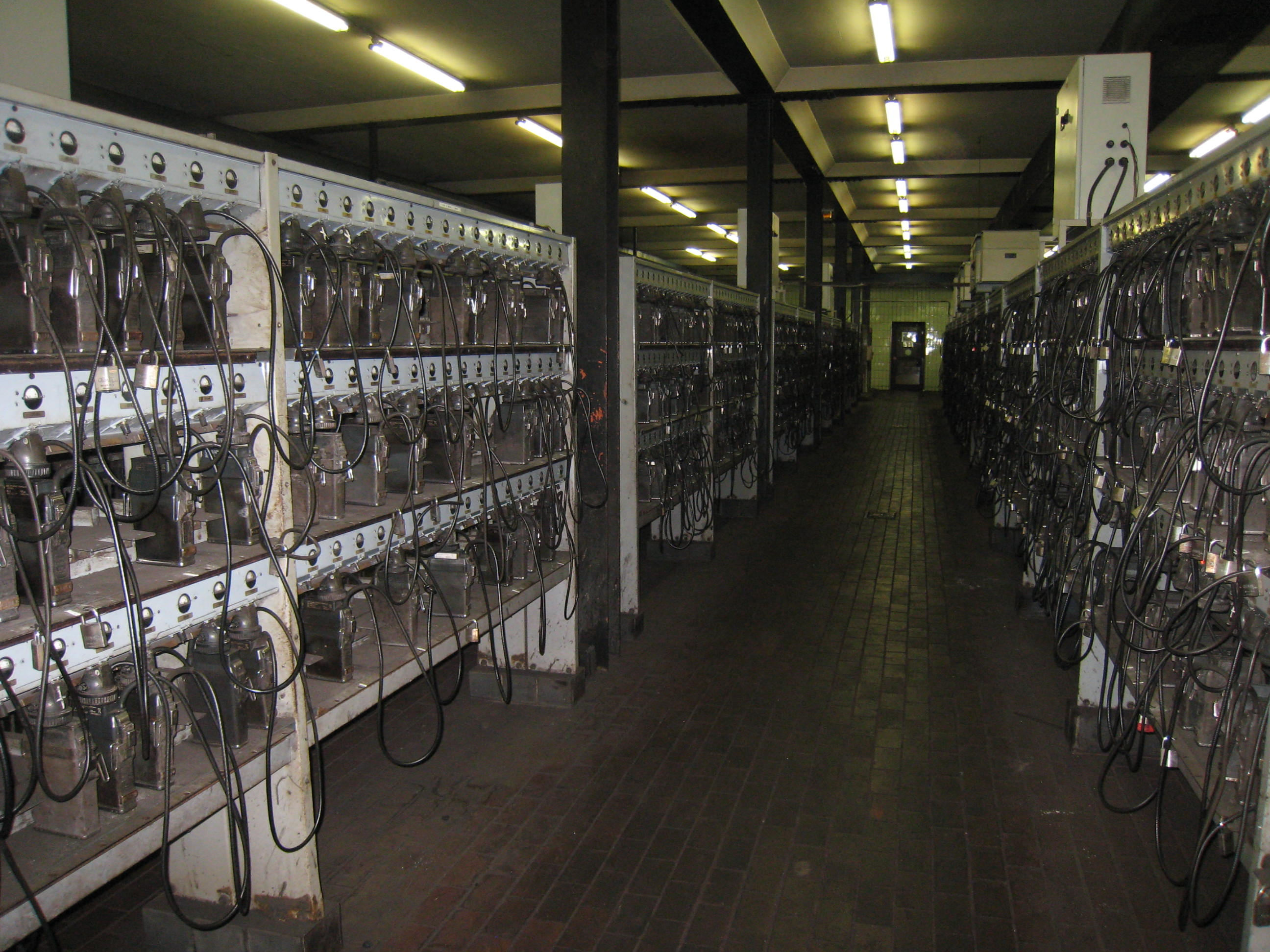
Moderne Lampenstube mit Selbstbedienung

Die Lampenstube ist ein Raum auf einem Bergwerk, in dem das bergmännische Geleucht nach dem Einsatz unter Tage aufbewahrt, gewartet und bei Bedarf repariert wird. Sie befindet sich zwischen der Kaue und dem Schacht. Die Lampenstube ist so in den Weg zum Schacht integriert, dass die Bergleute vor Schichtbeginn ohne Umwege zum Schacht zur Seilfahrt kommen und nach Schichtende ebenfalls ohne Umwege wieder zur Kaue gelangen.

## Grundlagen und Geschichte
Im frühen Bergbau war jeder Bergmann für sein Geleucht selber verantwortlich. Dies änderte sich mit Einführung der Sicherheitslampen. Die Lampen durften nur von geschultem Personal geöffnet und instand gesetzt werden. Von nun an wurde den Bergleuten ihr Geleucht nur für die Dauer der Schicht überlassen und es musste nach Schichtende wieder abgegeben werden. Zur Aufbewahrung und Instandhaltung der Lampen musste jeder Bergwerksbetreiber einen gesonderten Raum, die Lampenstube, bereitstellen. Für jede Lampenstube musste eine Person als Lampenmeister bestellt werden und dem zuständigen Revierbeamten namentlich gemeldet werden. Zudem mussten die Lampen einmal im Monat von einem Steiger inspiziert und auf Sicherheitsmängel untersucht werden. Außerdem musste der Betriebsführer quartalsweise die Lampenstube und die Wetterlampen kontrollieren. Die Lampenstube darf von unbefugten Personen nicht betreten werden. In der Lampenstube sind offenes Licht und Rauchen verboten. Als Arbeiter waren in der Lampenstube meistens Invaliden beschäftigt. Auf einigen Bergwerken waren früher Frauen in der Lampenstube als Arbeiterinnen beschäftigt. Jugendliche Arbeiter durften in der Lampenstube nur unter ständiger Aufsicht beschäftigt werden.

## Lampenstube alter Art
Die Lampenstube war zunächst nur ein kleinerer Raum, der in das Zechenhaus integriert war. Der Raum hatte eine Fläche von etwa 16 m2, war vier Meter hoch und hatte ein Fenster. Auf einigen Bergwerken hatte die Lampenstube gerade mal eine Fläche von neun Quadratmetern. Für die Durchführung von Reparaturarbeiten ist die Lampenstube mit den entsprechenden Schmiede- und Lötwerkzeugen und mit weiteren erforderlichen Werkzeugen wie z. B. Schaufeln ausgestattet. Außerdem ist der Raum mit einer Wasserleitung zur Versorgung mit Frischwasser ausgestattet. Auf einigen Bergwerken fehlte die notwendige Ventilation und so mussten die Arbeitnehmer in der schlechten Luft, die durch die Dämpfe der Lampen verursacht wurde, arbeiten. Die Lampen wurden nach der Rückgabe gereinigt und auf Beschädigungen überprüft. Die Töpfe der Lampen wurden an einem besonderen Tisch geöffnet, befüllt und wieder verschlossen. Anschließend wurden die Lampen in einem Gestell bis zur nächsten Schicht wieder aufbewahrt. Vor der Ausgabe der Wetterlampen werden diese noch einmal vom Lampenmeister auf Dichtigkeit überprüft. Nach der Kontrolle wurden die Lampen angezündet und verschlossen und an den jeweiligen Bergmann ausgegeben. Da jede Lampe nummeriert war, war somit auch eine Kontrolle möglich, welcher Bergmann welche Lampe erhalten hatte.

## Moderne Lampenstube

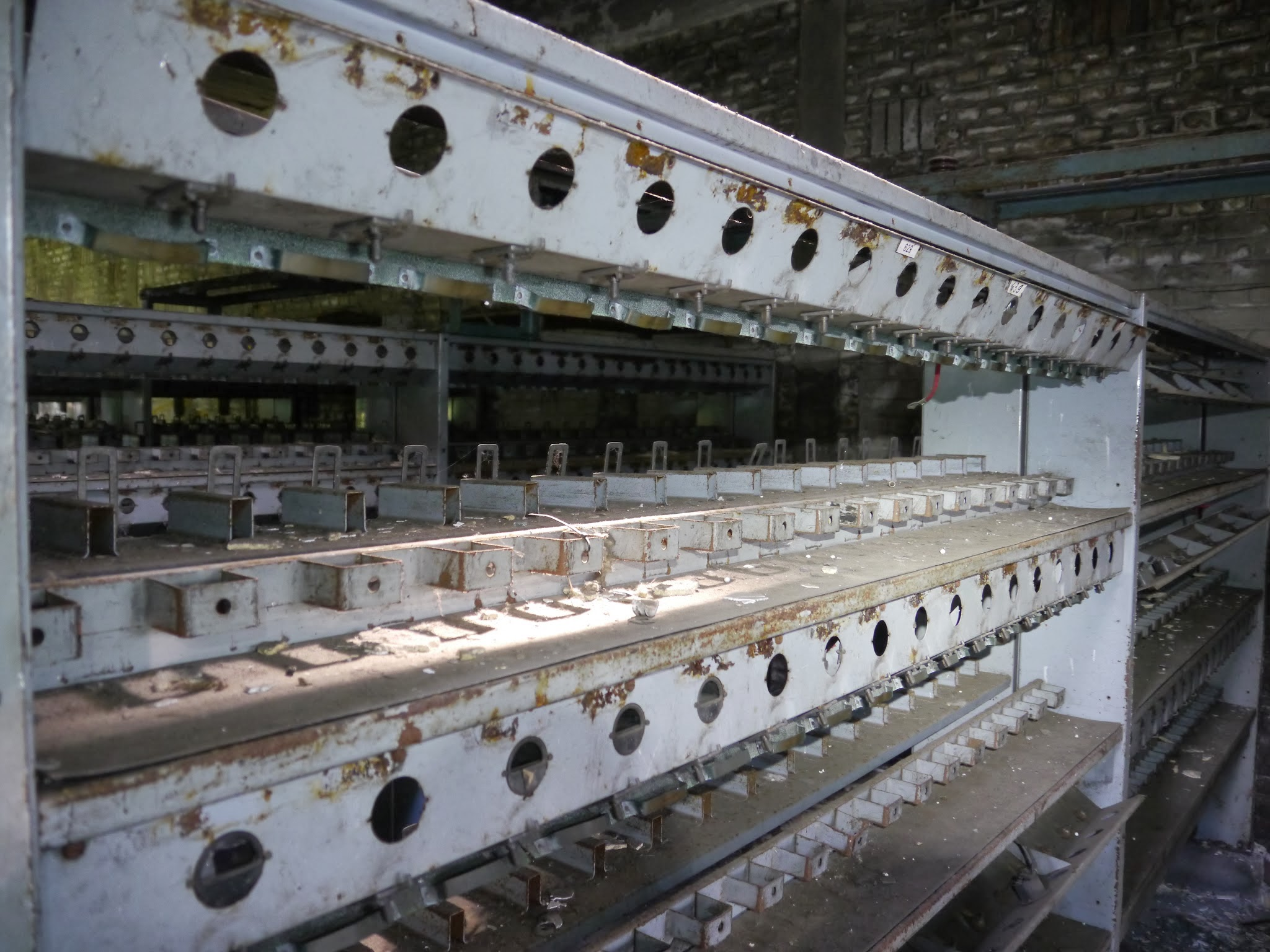
Lampenständer

Heutige Lampenstuben sind den ergonomischen Bedürfnissen angepasst. Der Raum hat pro 1000 Lampen eine Grundfläche von 140 Quadratmetern. Der Raum ist nach Möglichkeit so gestaltet, dass sich die anfahrenden Bergleute nicht mit den ausfahrenden Bergleuten kreuzen. Es gibt Lampenstuben mit Ausgabestelle und Lampenstuben mit Selbstbedienung. Bei der Lampenstube mit Ausgabestelle werden die Lampen vor Schichtbeginn an der Ausgabestelle von den Bergleuten übernommen und nach Schichtende wieder abgegeben. Hierfür mussten die Bergleute ihre Fahrmarke an der Ausgabestelle abgeben und erhielten nun die Lampe, am Schichtende erhielt der Bergmann die Fahrmarke nach Rückgabe der Lampe zurück. Die mit Akkumulator ausgestatteten Lampen werden anschließend wieder gewartet, der Akku wird geladen und beschädigte Lampen werden repariert. Die betriebsfertigen Lampen werden von den Arbeitern der Lampenstube zu den Lampenständern gebracht und dort bis zum nächsten Einsatz aufbewahrt. Bei den Lampenstuben mit Selbstbedienung holen und bringen die Bergleute selber zum Lampenständer. Der Lampenständer ist mit einer Ladevorrichtung für jede Lampe versehen, über die die einzelnen Akkus nach Schichtende wieder aufgeladen werden. Die Entnahme und Abgabe der Filterselbstretter erfolgt ebenfalls in Selbstbedienung. Reparaturen und sonstige Wartungsarbeiten werden in einem separaten Raum durchgeführt.